# Нейман Товіель Мойсейович
Товіель Мойсейович Нейман (1863 , Євпаторія, Таврійська губернія  — 1918 , Суми, Харківська губернія ) — російський художник караїмського походження, статський радник.

## Життєпис
Народився 1863 року в Євпаторії в караїмській родині. Батько Мойсей Самуїлович Нейман — меламмед і молодший хазан при євпаторійській великій кенасі. Мати (друга дружина батька) Анна Авраамівна Рофе, донька сімферопольського міщанина. З 1885 по 1894 рік як вільний слухач Товіель Нейман навчався в Імператорській Академії мистецтв у Санкт-Петербурзі. У 1892 році удостоєний малої срібної медалі академії. 8 липня 1894 року отримав звання некласного художника. Багато років працював учителем малювання та чистописання в Урюпінському реальному училищі, потім — у Сумах .
У 1907 році був проведений у статські радники. На 1917 був підвідомчим Таврійського та Одеського караїмського духовного правління в ст. Урюпінській.
Працював над написанням видів «печерного міста» Чуфут-Кале, які планувалося придбати для музею при караїмській національній бібліотеці «Карай-Бітіклігі», але через громадянську війну це не було реалізовано . У зібраннях Одеського художнього музею зберігається картина Товіеля Неймана «Циган зі скрипкою», датована 1893 роком. Однак, на думку В. Абрамова, насправді, картина належить авторству художника Олександра Неймана і була написана ще до народження Товіеля Неймана.
Помер 1918 року в Сумах.

## Нагороди
- Орден Св. Станіслава 3-го ступеня (1901)[10]
- Орден Св. Анни 3-го ступеня (1905)[11]
- Орден Св. Станіслава 2-го ступеня (1907)[12]
- Орден Св. Анни 2-го ступеня (1911)[13]